# Blurry
"Blurry" é uma canção escrita por Wesley Scantlin, gravada pela banda Puddle of Mudd.
É o segundo single do álbum de estreia lançado em 2001, Come Clean.

## Desempenho nas paradas musicais
| Ano  | Parada musical                           | Posição |
| ---- | ---------------------------------------- | ------- |
| 2001 | Estados Unidos - Alternative Songs       | 1       |
| 2001 | Estados Unidos - Billboard Hot 100       | 5       |
| 2002 | Estados Unidos - Hot Adult Top 40 Tracks | 6       |
| 2002 | Estados Unidos - Top 40 Adult Recurrents | 2       |
| 2002 | Estados Unidos - Mainstream Top 40       | 3       |
| 2002 | Estados Unidos - Top 40 Tracks           | 6       |

## Distinções
| Publicação | País           | Distinção                                     | Ano  | Posição |
| ---------- | -------------- | --------------------------------------------- | ---- | ------- |
| AOL Radio  | Estados Unidos | "Top Alternative Songs of the Decade - 2000s" | 2009 | 3       |